# Dům čp. 330 (Štramberk)
Dům čp. 330 stojí na ulici Horní Bašta ve Štramberku v okrese Nový Jičín. Roubený dům byl postaven na počátku 19. století. Ministerstvem kultury byl prohlášen v roce 1995 kulturní památkou ČR  a je součástí městské památkové rezervace.

## Historie
Podle urbáře z roku 1558 bylo na náměstí postaveno původně 22 domů s dřevěným podloubím, kterým bylo přiznáno šenkovní právo, a sedm usedlých na předměstí. Uprostřed náměstí stál pivovar. V roce 1614 je uváděno 28 hospodářů, fara, kostel, škola a za hradbami 19 domů. Za panování jezuitů bylo v roce 1656 uváděno 53 domů. První zděný dům čp. 10 byl postaven na náměstí v roce 1799. V roce 1855 postihl Štramberk požár, při němž shořelo na 40 domů a dvě stodoly. V třicátých letech 19. století stálo nedaleko náměstí ještě dvanáct dřevěných domů.
Původní roubený dům čp. 330 byl postaven na počátku 19. století, je orientován štítovou stranou do ulice. Dům byl rekonstruován v průběhu 20. a 21. století. V druhé polovině 20. století byly zděné části zadní přístavby nově vyzděny. Původní dispozice byla přestavěna podélně na jedenu třetinu zděnou a zachovanou část roubenou se dvěma místnostmi. Stavba byla nově zastřešena.V interiéru se dochovaly trámově záklopové stropy Objekt je součástí původní předměstské zástavby ve Štramberku.

## Stavební podoba
Dům je přízemní částečně zděná a roubená stavba na obdélném půdorysu, je orientovaná štítovou stranou do ulice. Je postavena na vysoké kamenné podezdívce, která vyrovnává svahovou nerovnost. V podezdívce je sklepní prostor s kamennou valenou klenbou a s vchodem ze štítové strany, který ústí do později přistavěné zděné přístavby s pultovou střechou. Štítové průčelí (uliční) je tříosé, okapová strana tříosá se dvěma okny v roubené části a vchodem ve zděné části. Štíty jsou trojúhelníkové svisle bedněné, malou valbou ve vrcholu uličního štítu a s jedním děleným oknem. Střecha je sedlová s malou polovalbou krytá eternitovými šablonami. 